# Wizet
Wizet es la empresa creadora de MapleStory, un videojuego 2D side-scrolling.

## Historia
Wizet empezó como una empresa pequeña en Corea asociada con Nexon. Querían crear un MMORPG y no se imaginaron que fuera a ser un gran éxito. El juego MapleStory es popular y una vez que tenían las fuentes económicas crearon MapleStory Global.

## MapleStory Global y otras versiones
El proyecto del global empezó en enero del año 2005 y ha sido un gran éxito. Hoy, MapleStory es uno de los MMORPGs más grandes del mundo. Con sus versiones de Europa (EMS), Global (GMS) y Asiáticas (KMS, JMS, TMS, CMS, MSEA).

## Nintendo DS
Wizet hizo un trato con Nintendo para desarrollar un videojuego para la consola DS, el cual fue anunciado en el E3 del 2006. El 9 de enero de 2007 salieron los primeros trails del juego, su venta estaba programada para el 2007, pero tras numerosos atrasos, salió finalmente a la venta en abril del 2010.
- Datos: Q489262